# Gustave de Monttessuy
Gustave de Monttessuy, né en 1809 et mort en 1881, est un diplomate français.

## Biographie

### Famille
Fils d'Auguste de Monttessuy, maire de Juvisy de 1823 à 1835, Gustave de Monttessuy épouse en 1843 Pauline Ximenes, fille naturelle mais reconnue du prince Paul de Wurtemberg (1785-1852). Leur fils unique, Paul, naît en 1844 à Berlin. En 1832, la sœur de Gustave, Thécla (1810-1884), épouse Émilien de Nieuwerkerke, qui devient Intendant des beaux-arts de la Maison de l’Empereur en 1853.

### Carrière
Après une scolarité au lycée Louis-le-Grand, il commence sa carrière en 1831 comme attaché d’ambassade à Turin (capitale du royaume de Sardaigne), puis à Saint-Pétersbourg (capitale de l’Empire russe), sur les bonnes recommandations de Prosper de Barante, puis dans diverses capitales européennes. Il est révoqué de son poste de premier secrétaire d’ambassade à Naples (capitale du royaume des Deux-Siciles) lors de la Révolution de 1848, en même temps que l’ensemble du corps diplomatique français, mais réintègre dès 1849 ses fonctions en tant que ministre plénipotentiaire à Hanovre (capitale du royaume de Hanovre). Il est nommé en 1850 auprès du grand-duc Léopold II à Florence (capitale du grand-duché de Toscane), et rejoint en décembre 1855 la légation française auprès de la Confédération germanique à Francfort, où il collabore deux ans durant avec Bismarck. Sa dernière mission le conduit à Bruxelles (capitale du royaume de Belgique) à partir de 1858. Il démissionne en juin 1861 pour protester contre la politique italienne de Napoléon III.
Propriétaire du château de Juvisy, acquis par son père sous l’Empire, il est élu maire de la commune 1860 à 1869.
Une rue, la rue de Monttessuy, porte son nom dans le 7e arrondissement de Paris, non loin du Champ-de-Mars, quartier où il possédait plusieurs terrains.
Sa veuve fera construire en 1898, sur des terrains appartenant à la famille, un hôtel particulier dit hôtel de Montessuy par l'architecte Jules Lavirotte.

## Distinctions
- Grand-croix de l'ordre de Dannebrog
- Grand officier de la Légion d'honneur (décret du 12 août 1860)

## Sources
- Archives départementales de l’Essonne, correspondance privée de Gustave de Monttessuy.
- Archives numérisées de l’État-civil de Paris.
- Yves Bruley, notice « Gustave de Monttessuy » in J. Tulard (dir.), Dictionnaire du Second Empire, Fayard, 1995, p. 850.
- Horace de Viel-Castel, Mémoires sur le règne de Napoléon III (1851-1864), Bouquins, Robert Laffont, 2005. Présenté et annoté par Eric Anceau.